# Tageslichtfilter
In Bezug auf Licht (und verwandte elektromagnetische Strahlung) gibt das Wort vor „Filter“ typischerweise an, was vom Filter durchgelassen wird, ein Tageslichtfilter ist demnach ein Filter, der Tageslicht (Licht im sichtbaren Wellenlängenbereich) passieren lässt, andere Wellenlängen (wie Infrarotlicht) jedoch nicht.

## Sinn und Zweck
Chemischer Film, und auch CMOS- und CCD-Sensoren sind auch in Wellenlängenbereichen sensitiv, in denen das menschliche Auge praktisch keine Empfindlichkeit besitzt, was Aufnahmen verfremden kann. Daher besitzen viele Kameras, Camcorder etc. Tageslichtfilter, um deren spektrale Empfindlichkeit an das menschliche Auge anzunähern. Manche Camcorder besitzen einen sogenannten Night-Shot-Modus, bei dem der Filter aus dem Strahlengang geschwenkt wird. Zusätzlich kann die Szene evtl. mit einer oder mehreren Infrarot-Leuchtdioden „ausgeleuchtet“ werden, ohne hierbei z. B. wilde Tiere bei Nacht zu stören, da diese das IR-Licht normalerweise ebenfalls nicht sehen können. 
Manchmal werden auch Filter als Tageslichtfilter bezeichnet, die dazu dienen, das Spektrum einer künstlichen Lichtquelle an das Spektrum der Sonne bei helllichtem Tage anzunähern, hierzu wird das Licht im Rotbereich geschwächt, nicht jedoch im Blaubereich, da Tageslicht typischerweise einen leichten Blaustich hat, im Gegensatz zu Kunstlicht, das eher rotstichig ist.